# Vizița, Burgas
Vizița (în bulgară Визица) este un sat în comuna Malko Tărnovo, regiunea Burgas,  Bulgaria. 

## Demografie
Componența etnică a satului Vizița
     Bulgari (12,12%)
     Romi (54,54%)
     Nicio identificare (33,33%)
     Altele (0%)
La recensământul din 2011, populația satului Vizița era de 66 locuitori. Din punct de vedere etnic, majoritatea locuitorilor (54,54%) erau romi, cu o minoritate de bulgari (12,12%). Pentru 33,33% din locuitori nu este cunoscută apartenența etnică.